# منتخب المجر للكريكت
منتخب المجر للكريكت هو ممثل المجر الرسمي في المنافسات الدولية في الكريكت .